# Bati Njol
Bati Njol ist eine Ortschaft im westafrikanischen Staat Gambia.
Nach einer Berechnung für das Jahr 2013 leben dort etwa 1501 Einwohner, das Ergebnis der letzten veröffentlichten Volkszählung von 1993 betrug 1046.

## Geographie
Bati Njol in der Central River Region im Distrikt Niamina East liegt am linken Ufer des Gambia-Flusses. Der Ort, unmittelbar an der Grenze zu Senegal, ist rund zwei Kilometer von der South Bank Road südlich entfernt.